# Боровичиха
Боровичи́ха (рос. Боровичиха) — присілок у складі Верховазького району Вологодської області, Росія. Входить до складу Верхівського сільського поселення.

## Населення
Населення — 2 особи (2010; 8 у 2002).
Національний склад (станом на 2002 рік):
- росіяни — 100 %